# آلیسا دیاز
آلیسا دیاز (انگلیسی: Alyssa Diaz؛ زادهٔ ۷ سپتامبر ۱۹۸۵) یک هنرپیشه اهل ایالات متحده آمریکا است.